# پریاکولام
پریاکولام (به انگلیسی: Periyakulam) یک منطقهٔ مسکونی در هند است که در بخش تهینی واقع شده‌است. پریاکولام ۲٫۱۱ کیلومتر مربع مساحت و ۴۲٬۹۷۶ نفر جمعیت دارد و ۳۵۶ متر بالاتر از سطح دریا واقع شده‌است.